# Homalotylus brevicauda
Homalotylus brevicauda är en stekelart som beskrevs av Timberlake 1919. Homalotylus brevicauda ingår i släktet Homalotylus och familjen sköldlussteklar. Inga underarter finns listade i Catalogue of Life.